# Walter Moraes
Walter Moraes (Catanduva, 13 de novembro de 1934 — Diadema, 17 de novembro de 1997), foi um jurista, pensador católico, livre-docente e professor adjunto do Departamento de Direito Civil da Faculdade de Direito da Universidade de São Paulo e desembargador do Tribunal de Justiça de São Paulo.

## Biografia
Estudou no seminário menor da Congregação do Verbo Divino. Casou-se com Sônia dos Santos Moraes em 1959, com quem teve dois filhos. Graduou-se nos cursos de Filosofia e de Direito pela Universidade de São Paulo. Iniciou sua carreira como juiz de direito nas comarcas de Casa Branca, Quatá e Campos do Jordão. Destacou-se em sua atividade acadêmica sendo pioneiro, no Brasil, em vários campos do direito como Direito autoral, Direito à imagem e Direito da Família e Sucessões.
Em conjunto com o Prof. Antônio Chaves, colaborou na reformulação do Código de Menores que esteve vigente antes do atual Estatuto da Criança e do Adolescente. Sustentou juridicamente os direitos do nascituro mostrando a falácia dos argumentos em favor da descriminalização do aborto em seu artigo "O Problema da Autorização Judicial para o Aborto" e na célebre conferência "A Farsa do Aborto Legal" proferida na Câmara dos Deputados em 24 de setembro de 1997, menos de dois meses antes de sua morte.
Representou o Brasil em vários eventos internacionais, foi diretor de redação da Revista Interamericana de Direito Intelectual, foi secretário do Instituto Interamericano de Direito de Autor , correspondente brasileiro da European Intellectual Property Review, membro do Conselho editorial da Revista de Direito Civil, da Societé de Legislation Comparée, da Internationale Gesellschaft für Urheberrecht, da Associação Internacional de Direito da Família e das Sucessões, do Instituto dos Advogados de São Paulo, do Instituto Brasileiro de Propriedade Intelectual.
Autor de diversos livros e artigos entre os quais: Adoção e Verdade, Artistas Intérpretes e Executantes, Posição Sistemática do Direito dos Artistas Intérpretes, Programa de Direito do Menor I, Código dos Menores Anotado, Questões de Direito do Autor, Sociedade Civil Estrita, Teoria Geral e Sucessão Legítima, Programa de Direito das Sucessões, Concepção Tomista de Pessoa e O Problema da Autorização Judicial para o Aborto.

## Obras publicadas
- Sociedade Civil Estrita. ISBN 85-2030597-0. São Paulo: Ed. Revista dos Tribunais, 1987.
- O problema da autorização judicial para o aborto in Revista de Jurisprudência do Tribunal de Justiça do Estado de São Paulo, março/abril 1986
- Adoção e Verdade. São Paulo: Ed. Revista dos Tribunais, 1974.
- Questões de Direito do Autor. São Paulo: Ed. Revista dos Tribunais, 1977.
- Artistas Intérpretes e Executantes. São Paulo: Ed. Revista dos Tribunais, 1976.
- Teoria Geral e Sucessão Legítima. São Paulo: Ed. Revista dos Tribunais, 1974.
- Código dos Menores. São Paulo: Livraria e Editora Universitária de Direito Ltda., 1987.( em coautoria com Antônio Chaves.
- Direito à própria imagem I, in  Revista dos Tribunais, ano 61, n. 443, setembro de 1972, p. 64, et seq.
- A farsa do aborto legal, na Câmara dos Deputados (24/09/1997)